# Słowo Boże jest prawdą!

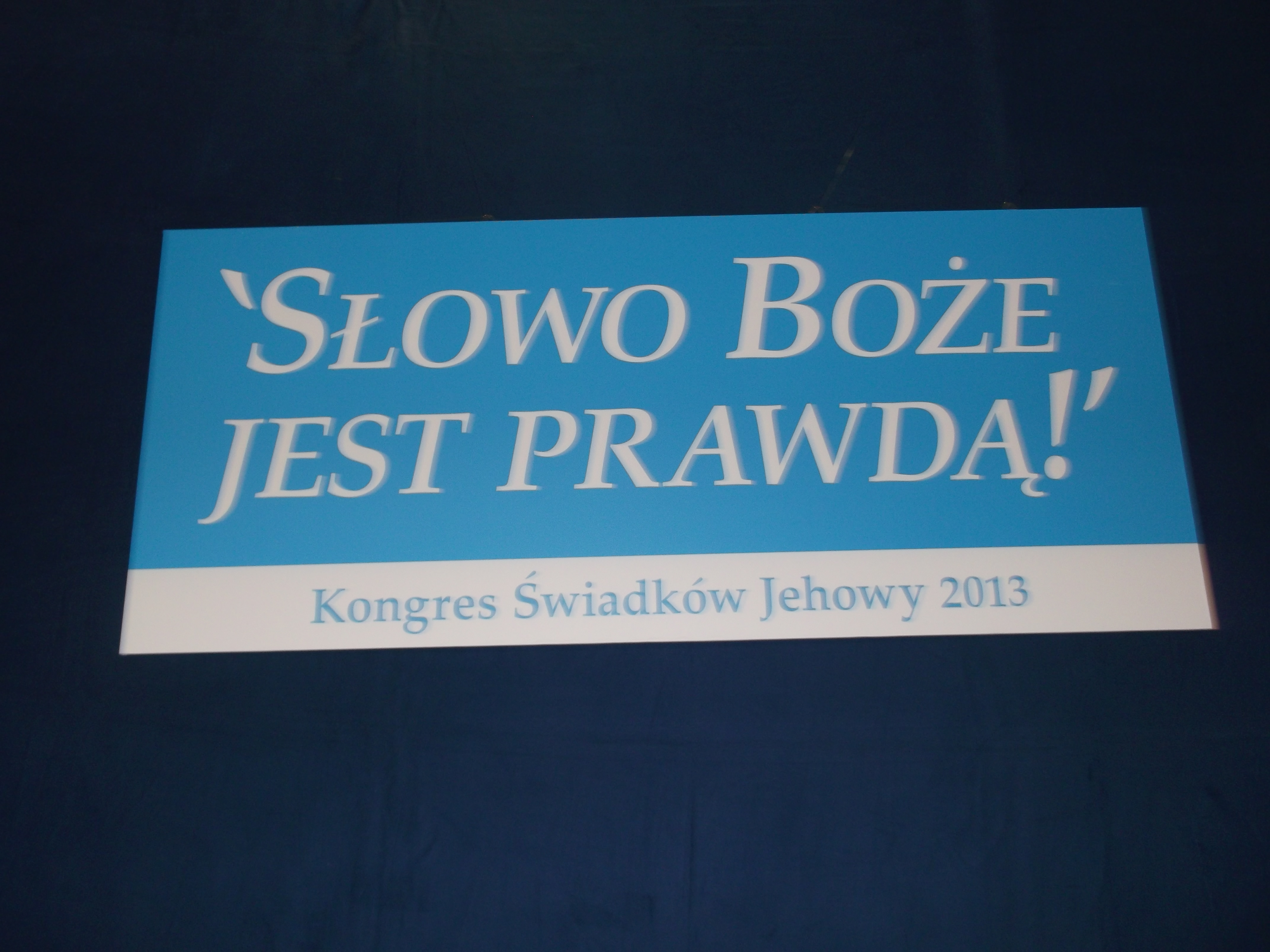
Hasło kongresowe (Poznań, 2013)

Słowo Boże jest prawdą! – ogólnoświatowa seria kongresów (dużych spotkań religijnych) zorganizowanych przez Świadków Jehowy, które rozpoczęły się w maju 2013 roku, a zakończyły w styczniu 2014 roku. W trakcie serii zgromadzeń odbyło się 6 kongresów specjalnych o zasięgu międzynarodowym oraz mniejsze, kongresy regionalne w przeszło 160 krajach.

## Cel kongresu
Myśl przewodnia kongresu oparta została na wypowiedzi Jezusa z Ewangelii według Jana 17:17: „Twoje słowo jest prawdą” (NW, 1997). Według organizatorów, Ciała Kierowniczego Świadków Jehowy, program „Kieruje uwagę na coś, co dla rodzin Świadków Jehowy ma szczególną wartość. Uważają Biblię za najbardziej wiarygodny przewodnik oraz źródło wskazówek w dzisiejszych trudnych czasach. Osobiste studium Biblii jest dla Świadków Jehowy priorytetem. Każdego tygodnia poświęcają jeden wieczór na tak zwane rodzinne wielbienie Boga, w trakcie którego wnikliwie analizują tę Księgę”.

## Kongresy specjalne
- Argentyna: Cañuelas;
- Dania: Kopenhaga;
- Filipiny: Manila;
- Japonia: Jokohama;
- Mjanma: Rangun. W kongresie specjalnym, który odbył się w styczniu 2014 roku na Stadionie Narodowym w Rangunie, wzięło udział 7977 osób, w tym zagraniczni delegaci z 15 krajów, 213 osób zostało ochrzczonych. Ciało Kierownicze Świadków Jehowy reprezentował Geoffrey Jackson[6].
- Portugalia: Lizbona

## Pozostałe kongresy
Oprócz kongresów specjalnych na całym świecie zorganizowano kongresy regionalne. Poza Polską, kongresy polskojęzyczne odbyły się także w Niemczech (21–23.06 Glauchau; 5–7.07 Monachium), Francji (12–14.07 Villepinte), Hiszpanii (2–4.08 Madryt), Irlandii (12–14.07 Dublin), Stanach Zjednoczonych (9–11.08 Romeoville k. Chicago), Wielkiej Brytanii (19–21.07 Coventry) i we Włoszech (5–7.07 Rzym).

### Kongresy w Polsce
W Polsce odbyły się 16 kongresów w 11 miastach, w języku polskim, angielskim, rosyjskim i polskim migowym. Liczba obecnych wyniosła 140 337, a 1036 osób zostało ochrzczonych.
- Od 5 do 7 lipca
  - Łódź (Sala Zgromadzeń, program w j. angielskim)
  - Warszawa (Sala Zgromadzeń, program w j. rosyjskim)
- Od 12 do 14 lipca
  - Poznań (MTP)[8][9][10] 12 tysięcy obecnych[11], 74 osoby zostały ochrzczone[12][13].
  - Sosnowiec (Centrum Kongresowe Świadków Jehowy)[14]
  - Warszawa (Stadion Legii)[15][1][16] (przeszło 22 tysiące obecnych, 177 osób zostało ochrzczonych[17]).
  - Zamość (Stadion OSiR) 8474 obecnych[18][19].
- Od 19 do 21 lipca
  - Sosnowiec (Centrum Kongresowe Świadków Jehowy)[20][21][22][23]
  - Szczecin (Stadion Miejski)[24].
  - Wrocław (Stadion Miejski) około 20 tysięcy obecnych, 152 osoby zostały ochrzczone[25].
- Od 26 do 28 lipca
  - Gdynia (Stadion GOSiR)[1]
  - Rzeszów (Hala Podpromie)[26]
  - Sosnowiec (Centrum Kongresowe Świadków Jehowy)[2] ponad 8 tysięcy obecnych[27].
- Od 2 do 4 sierpnia
  - Mrągowo (amfiteatr)
  - Sosnowiec (Centrum Kongresowe Świadków Jehowy)[28]
  - Toruń (Motoarena Toruń)[29]
- Od 9 do 11 sierpnia
  - Warszawa (Sala Zgromadzeń, program w polskim j. migowym)

## Ważne punkty programu
- Przedstawienia: Zważaj na zdumiewające dzieła Boże, Przygotuj serce na nadchodzące próby.
- Słuchowisko: Bądź wierny i pokonuj strach (Mt 14:23, 24; 26:31–75; Łk 5:1–11)[30].
- Wykład publiczny: Co to jest prawda?[31].

## Kampania
Kongresy poprzedziła trzytygodniowa ogólnoświatowa kampania informacyjna – siódma tego rodzaju, polegająca na rozpowszechnianiu specjalnych zaproszeń na kongresy zorganizowane w ponad 160 krajach. Wstęp na kongresy był wolny, również bez zaproszeń.